# Speicher Severinstraße 22
Die drei Speicher Severinstraße 22, auch Speicher Löwenthal genannt, in Schwerin, Stadtteil Paulsstadt, Severinstraße 22 / Franz-Mehring-Straße, sind leerstehende Baudenkmale in Schwerin.

## Geschichte

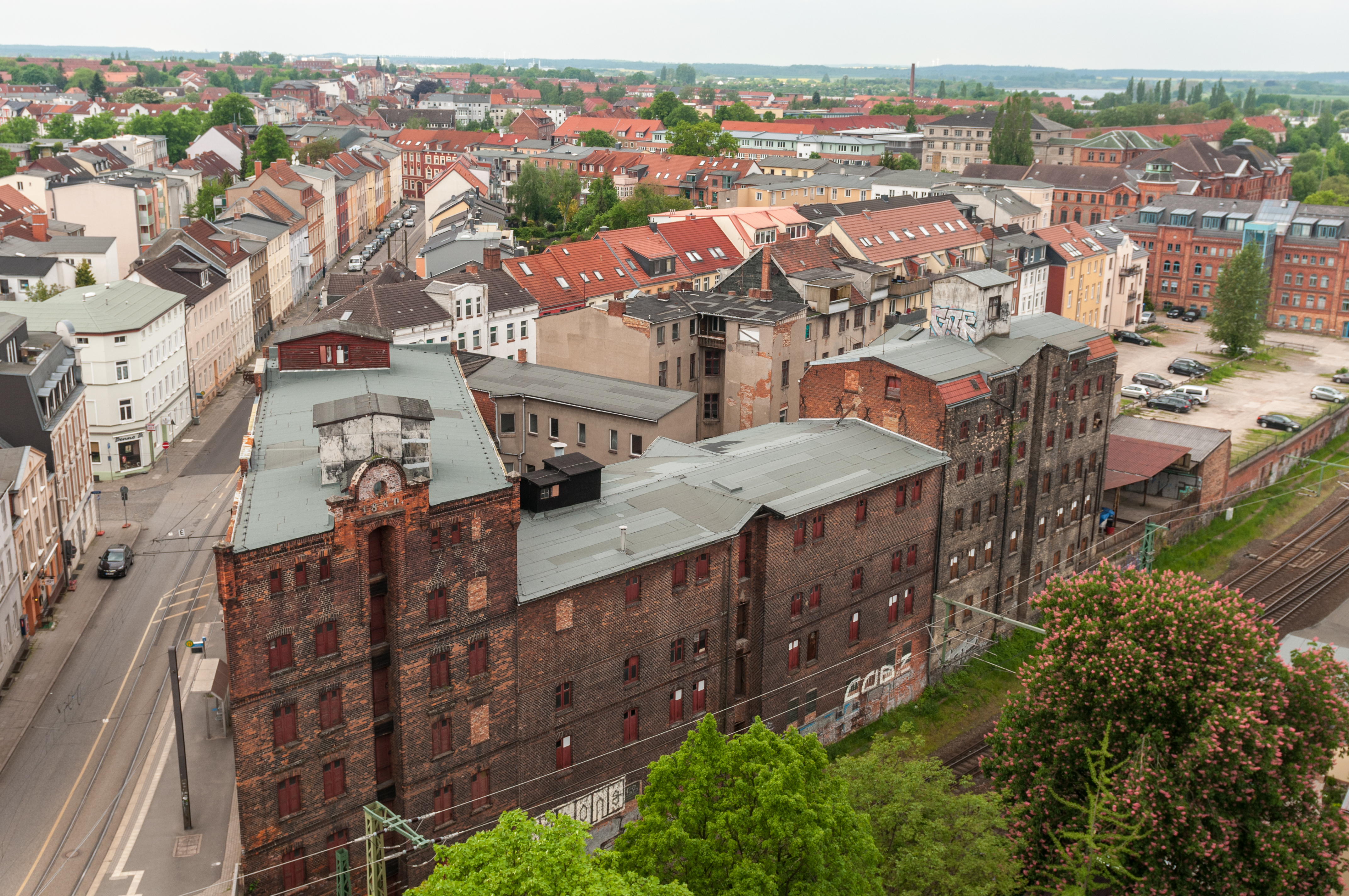
Speicher und Umfeld

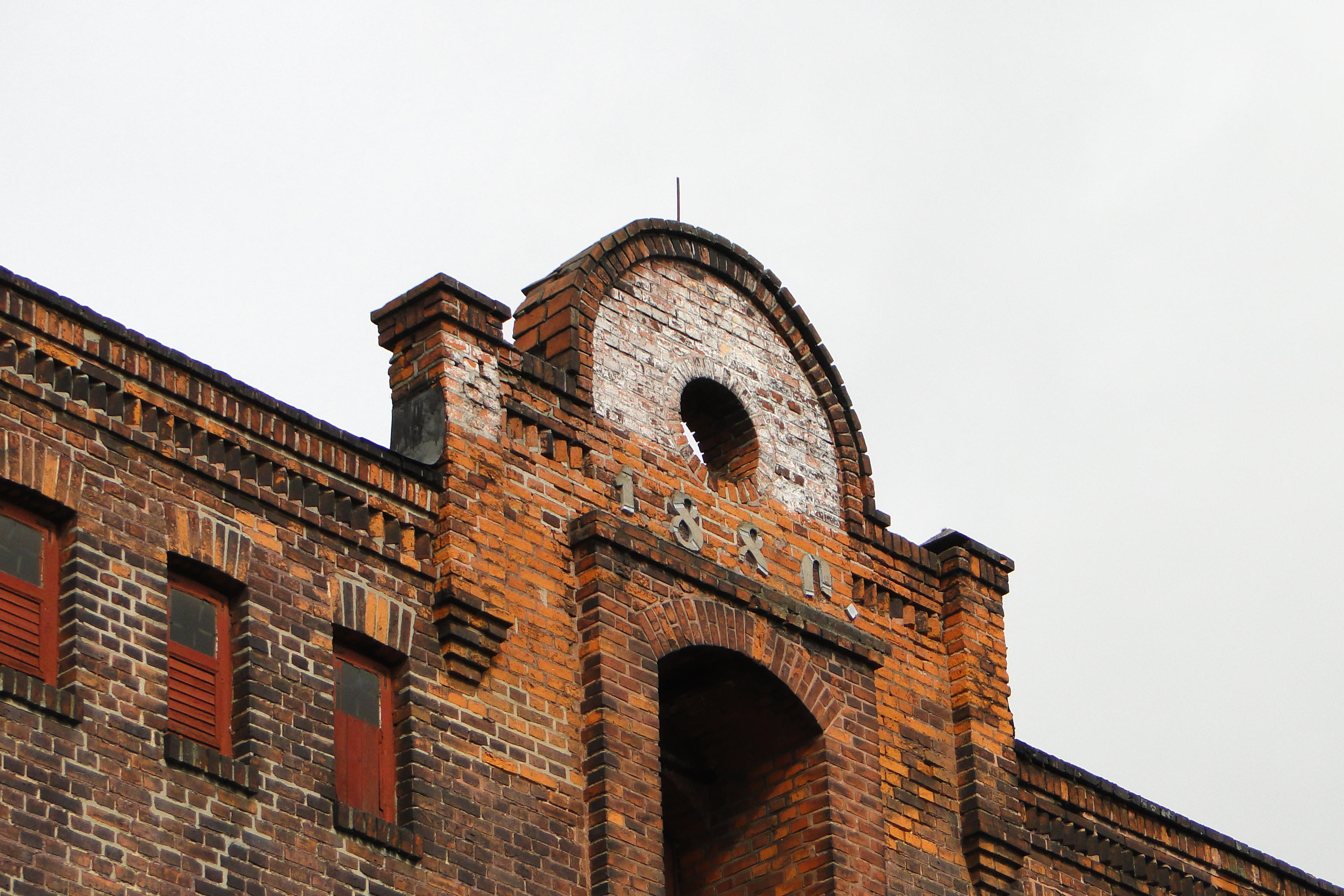
Speicher von 1880

Joseph Löwenthal gründete 1855 in Bützow die Firma Löwenthal, Nord & Co, die ab 1864 in Schwerin ihren Sitz hatte. Sie handelte mit Getreide und verkaufte Waren an die Bauern.
Die vier- bis sechsgeschossigen gründerzeitlichen drei Speicher aus Backstein direkt an der Bahn entstanden 1877/80 (Süd), 1910 (Mitte, 1928 aufgestockt) und 1904 (Nord). Dem Unternehmen gehörten außerdem zwei Mühlen und etliche Speicher in Westmecklenburg, Wismar, Rostock und Holstein. Ab 1906 war Paul Ohlerich Mitgesellschafter. 1933 firmierte die Firma als Ohlerich & Sohn (KG) und die jüdischen Familien Löwenthal und Nord wurden bis 1938 herausgedrängt. Sie hatte nun etwa 120 Beschäftigte, zur Hälfte in Schwerin. Seit 1990 stehen die Speicher leer.